# Valencia Club de Fútbol
Il Valencia Club de Fútbol, noto semplicemente come Valencia, è un club calcistico spagnolo con sede nella città di Valencia, militante nella Primera División, la massima divisione del campionato spagnolo di calcio.
Fondato nel 1919, gioca le proprie partite casalinghe allo stadio di Mestalla, impianto da circa 50 000 posti a sedere. 
A livello internazionale è la quarta squadra in Spagna per numero di titoli ufficiali vinti (7), potendo vantare la conquista di due Coppe delle Fiere, una Coppa delle Coppe, una Coppa UEFA, 2 Supercoppe UEFA e una Coppa Intertoto. Nella sua storia ha disputato anche due finali consecutive di UEFA Champions League, uscendo però sconfitto in entrambe le occasioni, contro Real Madrid e Bayern Monaco. A livello nazionale è la quinta squadra in Spagna per numero di titoli ufficiali vinti (16), essendosi aggiudicata 6 campionati spagnoli, 8 Coppe del Re, una Supercoppa di Spagna ed una Coppa Eva Duarte. Complessivamente il club si è aggiudicato 23 trofei ufficiali, di cui 16 nazionali e 7 internazionali, che la rendono la quinta squadra più vincente in Spagna dietro Real Madrid (106), Barcellona (101), Athletic Club (36) e Atletico Madrid (34).
Il club è stato un membro del G-14 dal 2002 al 2008 ed è una Sociedad Anónima Deportiva dal 1992.

## Storia

### Esordi e decenni successivi

Una formazione del Valencia nel 1927

Il club fu fondato il 18 marzo 1919 con il nome di Valencia Foot-ball Club ed ebbe come primo presidente Octavio Augusto Milego Díaz che fu eletto con il lancio di una monetina. La prima partita ufficiale fu giocata in trasferta il 21 maggio 1919 contro il Valencia Gimnástico, che vinse per 1-0. Il club iniziò a disputare i campionati regionali della comunità valenciana. Il Valencia CF si trasferì nello Stadio Mestalla nel 1923 dopo aver giocato le proprie partite casalinghe nello Stadio Algirós a partire dal 7 dicembre 1919. La prima partita al Mestalla, quella tra Valencia e Castellón Castalia, terminò con il risultato di 0-0. Il giorno seguente la stessa sfida vide la vittoria del Valencia per 1-0. La squadra conquistò il Campionato Regionale nel 1923, guadagnando così per la prima volta l'accesso alla Coppa del Re.
Nel 1928 venne creato il campionato nazionale spagnolo e il Valencia iniziò a giocare nella Segunda División: vinse il campionato nel 1931 e ciò gli valse la promozione in Primera División. La guerra civile spagnola fermò l'avanzata del Valencia fino al 1941 quando il club vinse la Coppa del Re battendo in finale l'Espanyol: il club cambiò nome nell'attuale Valencia Club de Fútbol. Nella stagione 1941-1942 conquistò la Liga per la prima volta. La squadra mantenne il suo valore per diversi anni, primeggiando la Liga nelle stagioni 1943-1944 e 1946-1947 e vincendo un'altra Coppa del Re nel 1949 contro l'Athletic Bilbao.

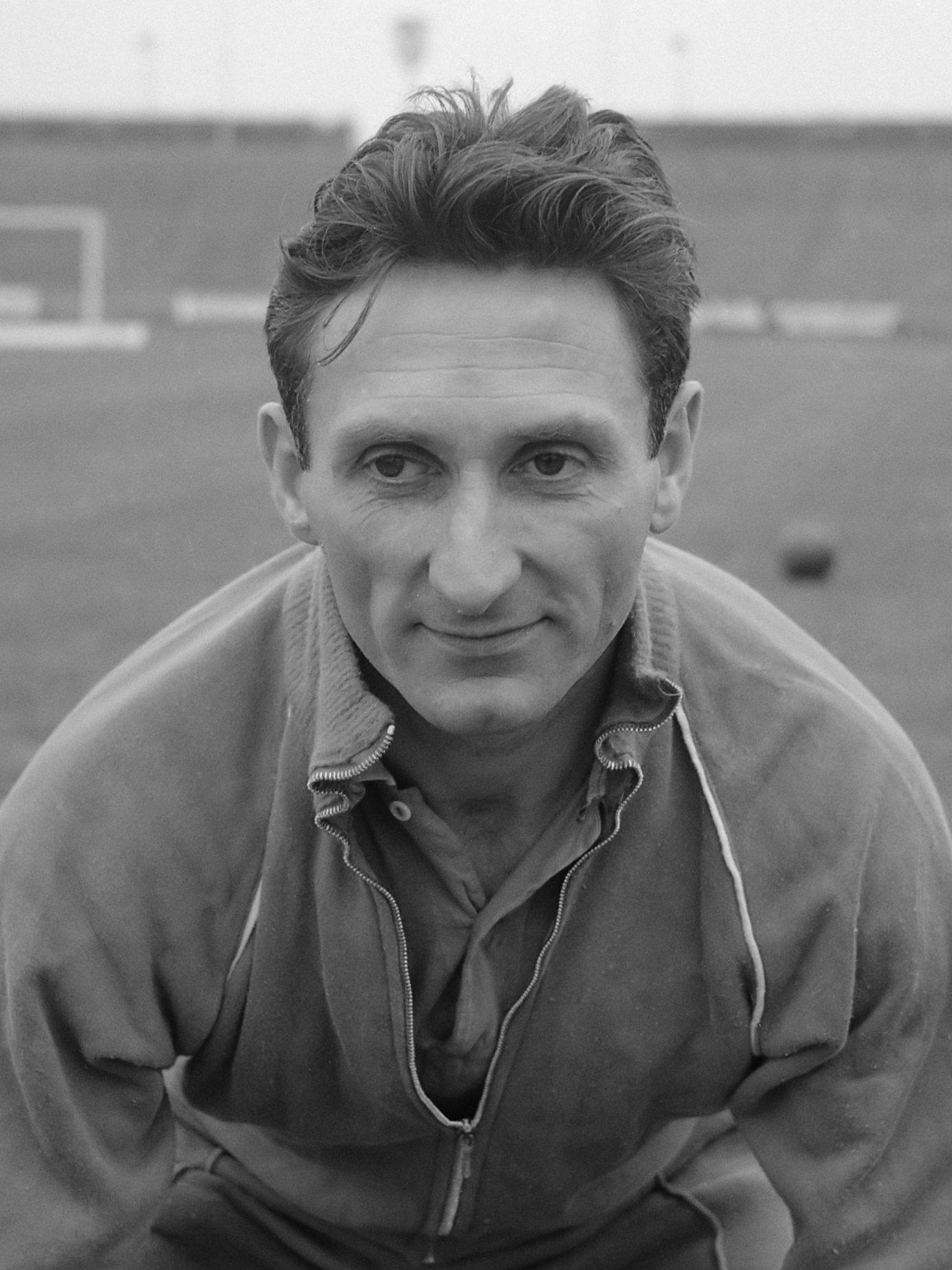
Faas Wilkes

Negli anni '50 il Valencia non riuscì a ripetere i successi del decennio precedente, anche se crebbe notevolmente il suo seguito. La ristrutturazione del Mestalla determinò un aumento della sua capienza, che passò a 45.000 spettatori, mentre in squadra arrivarono giocatori spagnoli ed esteri di grande spessore, tra cui il nazionale spagnolo Antonio Puchades e l'attaccante olandese Faas Wilkes. Nella stagione 1952-1953 il club si piazzò secondo nella Liga e nella stagione successiva vinse la Coppa del Re, conosciuta al tempo come Copa del Generalísimo.

### Anni sessanta e settanta

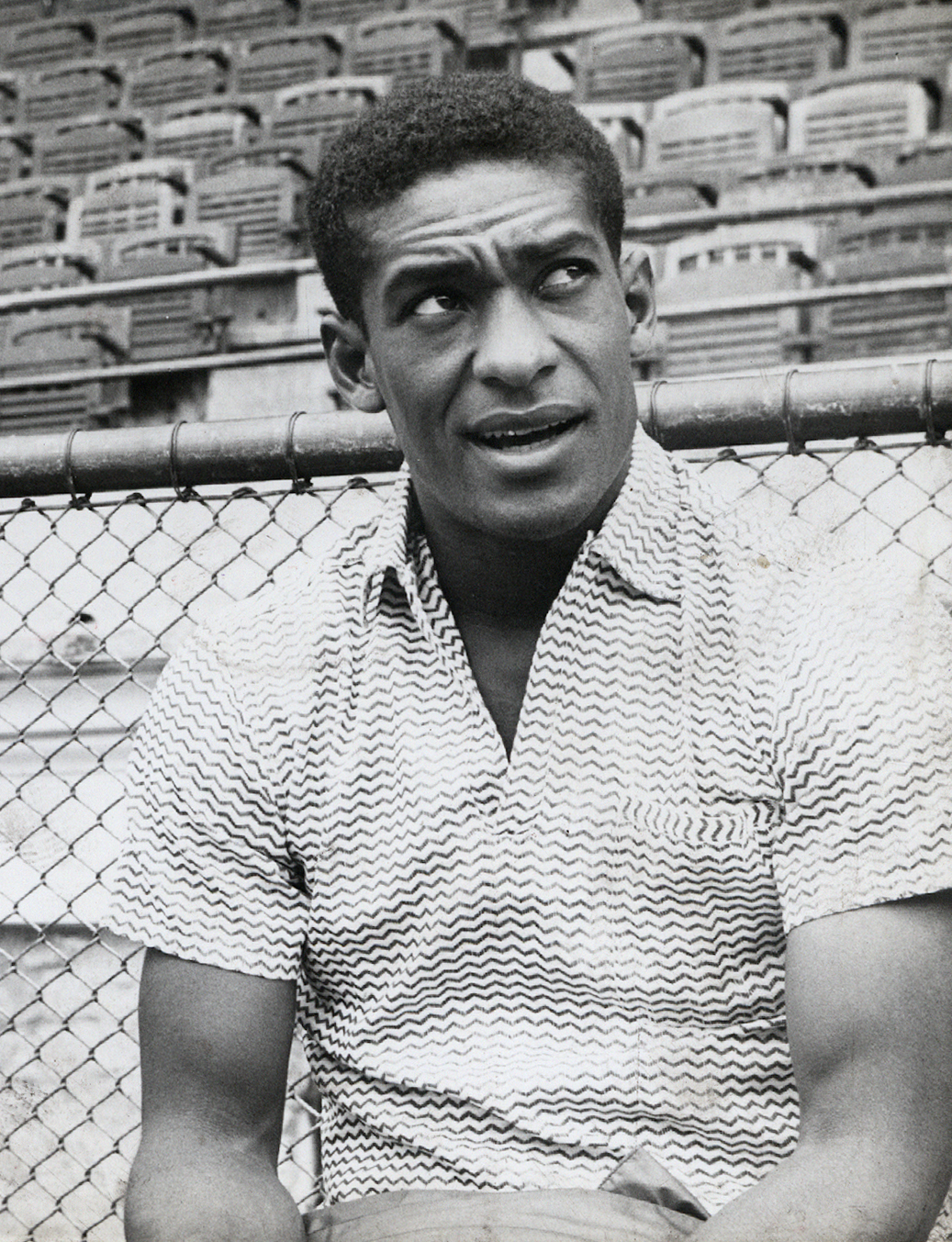
Waldo Machado

Malgrado uno scarso rendimento in campionato agli inizi degli anni sessanta, fu proprio in questo periodo che il Valencia guadagnò i suoi primi successi europei nella Coppa delle Fiere. Arrivò in finale per tre volte consecutive: nella Coppa delle Fiere 1961-1962 batté in finale il Barcellona (6-2 e 1-1), nell'edizione 1962-1963 sconfisse i croati della Dinamo Zagabria (2-1 e 2-0) e nel 1963-1964 fu superato per 2-1 dal Real Saragozza. Nel 1967 arrivò un altro successo in Coppa del Re contro l'Athletic Bilbao. Tra il 1963 e il 1965 furono disputati i primi derby di Valencia in Primera División.

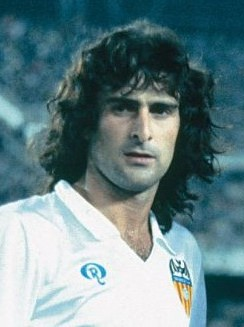
Mario Kempes

Nel 1970 fu nominato allenatore il celebre Alfredo Di Stéfano, già calciatore del Real Madrid ed eletto per due volte Pallone d'oro, capace di guidare immediatamente la sua nuova compagine alla quarta vittoria del titolo nazionale nel 1970-1971 (perse, invece, la finale di Coppa del Re contro il Barcellona). Grazie a questo successo il Valencia si qualificò per la prima volta nella sua storia alla Coppa dei Campioni, contesa tra i vari campioni nazionali dei tornei europei. Nell'edizione 1971-1972 del torneo il club valenciano raggiunse il terzo turno, dove fu estromesso dai campioni ungheresi dell'Újpest TE, mentre in patria arrivò secondo in campionato e subì una nuova sconfitta nella finale di coppa. I migliori giocatori degli anni settanta del Valencia erano il centrocampista tedesco Rainer Bonhof, l'attaccante olandese Johnny Rep e l'attaccante argentino Mario Kempes, che si laureò capocannoniere della Liga (Pichichi) per due stagioni di fila, 1976-1977 e 1977-1978. Nella stagione 1978-1979 la squadra vinse ancora la Coppa del Re e nell'annata seguente la sua prima Coppa delle Coppe, grazie ad una cavalcata in cui eliminò squadre importanti come i Rangers e il Barcellona e al successo nella finale di Bruxelles sugli inglesi dell'Arsenal ai tiri di rigore, dopo che la partita era finita 0-0. L'anno successivo vinse la Supercoppa europea battendo nel doppio confronto il Nottingham Forest di Brian Clough grazie alla regola dei gol fuori casa. Queste vittorie europee del Valencia portano la firma di Kempes.

### Anni ottanta
Nel 1982 il club nominò allenatore Miljan Miljanić; la squadra si trovò al 17º posto nella Liga a sette giornate dal termine, con il rischio di cadere in Segunda División. A Miljanic subentrò Koldo Aguirre, che riuscì ad evitare la retrocessione, grazie soprattutto ai risultati favorevoli di partite che vedevano impegnate altre squadre in lotta per evitare la retrocessione. Nelle stagioni 1983-1984 e 1984-1985 la società si trovò con enormi debiti sotto la presidenza di Vicente Tormo. Il punto più basso toccato dal Valencia coincise con la retrocessione in seconda divisione verso la fine della stagione 1985-1986 (ultimo posto nella Liga), cui si accompagnarono una serie di problemi interni quali mancati pagamenti di stipendi ai giocatori e carenza di spirito di squadra. Il club retrocesse così per la prima volta, dopo 55 anni di militanza nel torneo spagnolo di prima divisione.
Il nuovo presidente Arturo Tuzón fu capace di riportare il Valencia nella Liga. Nel 1986 in panchina tornò Alfredo Di Stéfano e la squadra centrò la promozione alla fine della stagione 1986-1987. L'anno dopo, ancora sotto la guida di Di Stéfano, si concluse con il 14º posto nella Liga, mentre nel 1989 fu acquistato l'attaccante bulgaro Luboslav Penev. La dirigenza gettò così le basi per consolidare il suo posto in prima serie arrivando secondo dietro il Real Madrid nel 1989-1990.

### Anni novanta
Nella stagione 1991-1992 fu ingaggiato l'allenatore olandese Guus Hiddink, che condusse il Valencia al 4º posto nella Liga e ai quarti di finale della Coppa del Re grazie anche al contributo della stella Romário. Nel 1992 il Valencia divenne una Sociedad Anónima Deportiva (SAD). Hiddink lasciò il proprio ruolo nel 1993.
Nel 1994 divenne allenatore il brasiliano Carlos Alberto Parreira, fresco campione del mondo 1994 con la Nazionale brasiliana. La campagna-acquisti del Valencia fu di primo piano: il portiere spagnolo Andoni Zubizarreta, l'attaccante russo Oleg Salenko, anch'egli protagonista ai Mondiali 1994, e jugoslavo Predrag Mijatović. Ciononostante la squadra deluse e Parreira fu sostituito da José Manuel Rielo. Neanche questi riuscì a portare i risultati attesi, malgrado si potesse avvalere dell'aiuto di uno staff di livello, composto da Luis Aragonés e Jorge Valdano, e di giocatori importanti quali il brasiliano Romário e gli argentini Claudio López e Ariel Ortega; nel 1995 il Valencia raggiunse la finale di Coppa del Re dove fu sconfitto dal Deportivo La Coruña mentre l'anno successivo terminò la Liga al secondo posto dietro l'Atlético Madrid.

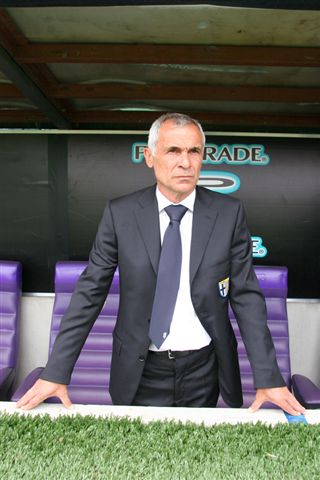
Héctor Cúper, artefice di due finali europee consecutive nei primi anni duemila

Fu l'allenatore italiano Claudio Ranieri a interrompere il digiuno di trofei che durava da 19 anni, vincendo la Coppa del Re nel 1999 grazie al supporto di giocatori come Adrian Ilie, Gaizka Mendieta, Santiago Cañizares, Kily González, Jocelyn Angloma e Amedeo Carboni. Nella stagione seguente sulla panchina del Valencia arrivò l'argentino Héctor Cúper, che nel 1999-2000 vinse la Supercoppa di Spagna e condusse la squadra alla finale di Champions League dopo aver eliminato la Lazio nei quarti e il Barcellona in semifinale, perdendo per 3-0 contro il Real Madrid a Parigi. Nel 2000-2001 il club si ripeté, raggiungendo la finale di Champions League eliminando nell'ordine Arsenal e Leeds United, ma contro il Bayern Monaco a Milano fu nuovamente sconfitta, questa volta ai rigori.

### Anni duemila

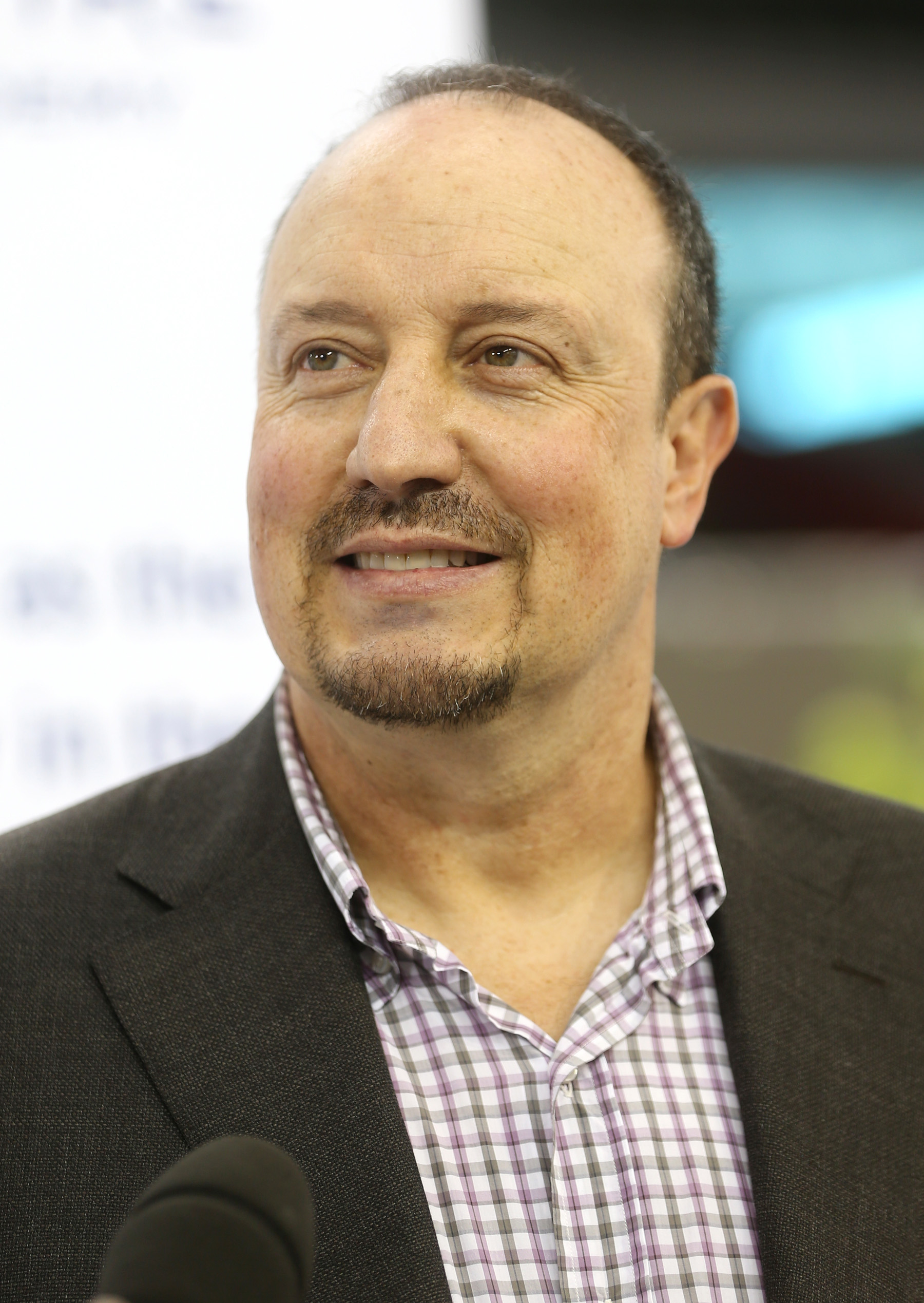
Rafael Benítez, vincitore di due campionati e una Coppa UEFA alla guida del club

Nel 2001 Mendieta fu venduto alla Lazio per 47 milioni di euro e Cúper firmò con l'Inter e fu sostituito da Rafa Benítez, che nel 2001-2002 portò a Valencia il titolo di Liga dopo 31 anni. La squadra vinse ancora la Liga nella stagione 2003-2004, mettendo in bacheca il secondo campionato nazionale in tre anni e accompagnando al successo in patria la vittoria in Coppa UEFA dopo aver sconfitto nella finale di Göteborg l'Olympique Marsiglia per 2-0. Nella stagione 2004-2005 il Valencia di Ranieri, tornato sulla panchina della squadra nell'estate 2004, nonostante la vittoria della Supercoppa UEFA sul Porto per 2-1 rese al di sotto delle aspettative, come testimonia il 7º posto finale in campionato, che qualificò comunque la squadra per la Coppa Intertoto (conclusa al secondo posto); progressivamente arrivarono in rosa giocatori del calibro di David Villa, David Silva, Patrick Kluivert e Vicente. Nell'annata successiva, sotto la guida dell'ex giocatore del Valencia Quique Sánchez Flores, il club riconquistò un posto tra le migliori formazioni d'Europa qualificandosi per la Champions League grazie al 3º posto nella Liga. Nell'edizione 2006-2007 del massimo torneo calcistico continentale la squadra raggiunse i quarti di finale, dove fu eliminata dal Chelsea.
Nell'annata successiva, dopo un avvio al di sotto delle attese, il 29 ottobre 2007 Flores fu esonerato e sostituito temporaneamente da Óscar Rubén Fernández, che poi lasciò il posto a Ronald Koeman. Il tecnico olandese il 16 aprile 2008 conquistò la Coppa del Re battendo nella finale di Madrid il Getafe con il punteggio di 3-1, ma ciò non evitò il suo esonero, avvenuto il 21 aprile visto il preoccupante 15º posto in classifica, con 2 soli punti di vantaggio sulla zona retrocessione. La squadra ottenne comunque la salvezza, piazzandosi al decimo posto.
Per il Valencia il 2008-2009 fu al di sotto delle attese. La stagione cominciò con la sconfitta nella doppia finale di Supercoppa di Spagna contro il Real Madrid per 6-5. Il rendimento della formazione allenata da Unai Emery in campionato consentì di ottenere il sesto posto, valido per la qualificazione alla nuova Europa League.
Fu la crisi finanziaria a preoccupare maggiormente i sostenitori del club. Alla fine della stagione il presidente Vicente Sorian, incapace di vendere, come promesso, il Mestalla per ridare fiato alle casse societarie, si dimise. La giunta, diretta dal consigliere delegato Javier Gómez, varò un aumento di capitale di 92 milioni di euro e rese pubblico un debito di 547 milioni di euro. Il 7 giugno fu eletto un nuovo consiglio di amministrazione, con Manuel Llorente Martín come presidente. Per superare la grave crisi il club intraprese un piano di praticabilità che comprese tra l'altro la vendita di David Villa al Barcellona per 40 milioni di euro.
I successivi tre campionati vennero chiusi al terzo posto, con il Valencia che centrò sempre la qualificazione alla Champions League.

### Anni duemiladieci

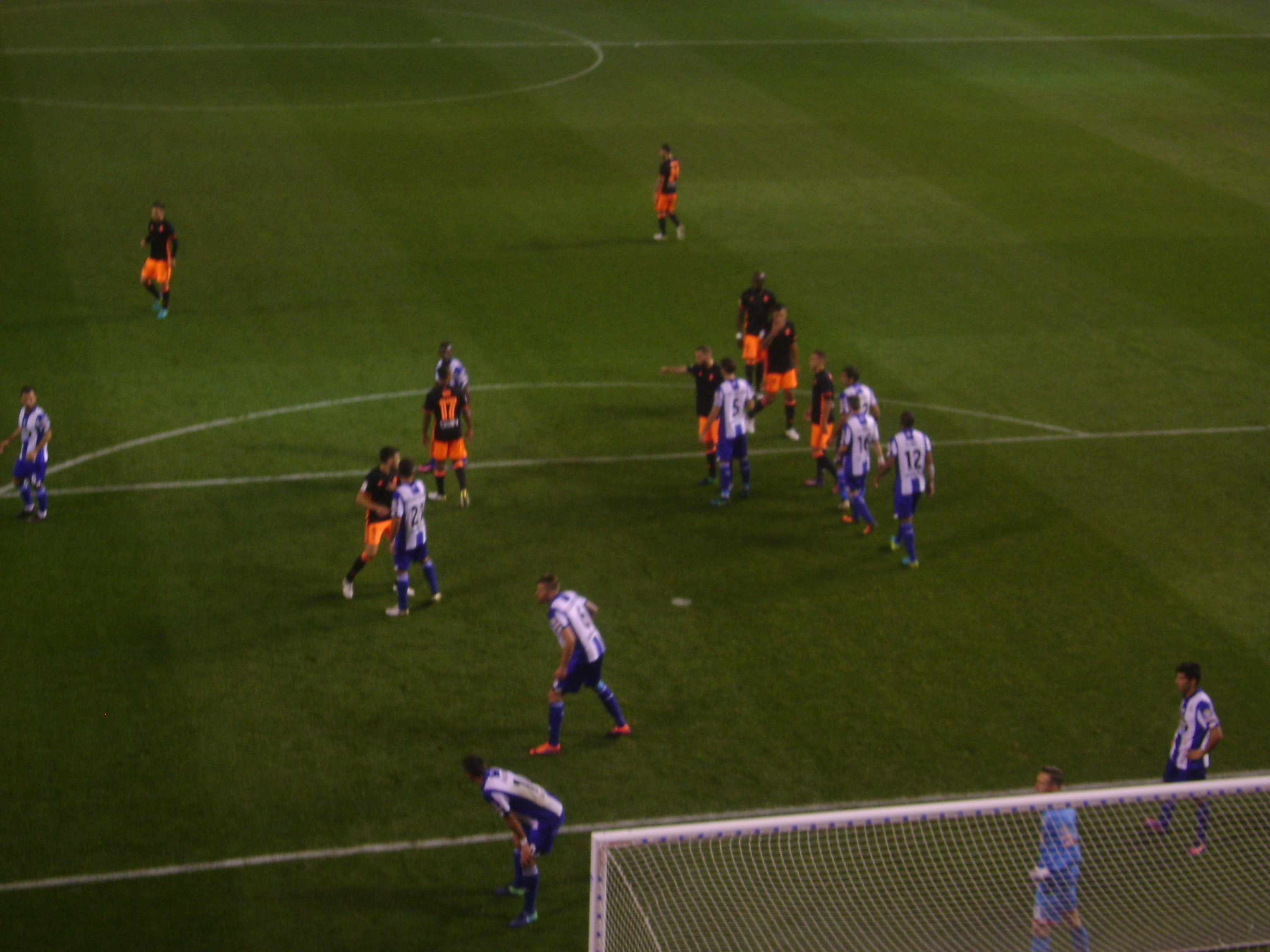
Deportivo de La Coruña vs. Valencia CF.

Rendimento in campionato del Valencia Club de Fútbol 1929-presente

Nella stagione 2011-2012 il Valencia, dopo l'eliminazione dalla Champions League ai gironi, si spinse fino alle semifinali dell'Europa League, dove venne eliminato dai connazionali dell'Atlético Madrid, poi vincitori del trofeo. Nello stesso anno si classificò quinto in campionato, accedendo dunque alla medesima competizione europea per l'annata seguente.
Nell'estate del 2012 si interruppe il rapporto tra il Valencia ed Emery. A quest'ultimo subentrò Mauricio Pellegrino, fortemente voluto dal presidente Llorente in contrasto con la dirigenza e il consiglio di amministrazione. A dicembre, dopo un avvio di stagione deludente, Pellegrino fu esonerato e sostituito da Ernesto Valverde, che condusse il Valencia alla qualificazione europea, ma non alla Champions League. In Champions League il Valencia superò il girone, ma fu eliminato agli ottavi di finale dai francesi del Paris Saint-Germain.
La crisi finanziaria che attanagliò il club nei mesi seguenti portò alle dimissioni di Manuel Llorente. Gli subentrò Amadeo Salvo, mentre Valverde fu avvicendato, nel giugno 2013, da Miroslav Đukić, che prima della fine dell'anno lasciò il posto a Juan Antonio Pizzi. Il nuovo tecnico condusse il Valencia all'ottava piazza nel campionato 2013-2014. Il Valencia giunse inoltre fino alle semifinali dell'Europa League, dove venne eliminato dai connazionali del Siviglia, poi vincitori del trofeo.

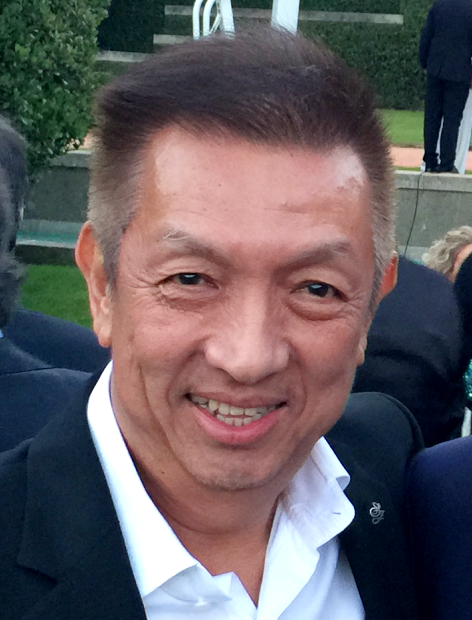
Peter Lim, maggior azionista del Valencia CF dal 2014

Nel febbraio 2014 parte l'asta per l'acquisto del Valencia, che il 17 maggio si conclude con il passaggio del club all'imprenditore singaporiano Peter Lim di Meriton Holding Ltd., che acquista il 70% della società per 420 milioni di euro. L'imprenditore rileva ufficialmente il club nell'ottobre 2014.
L'ambizioso proprietario non lesinò investimenti nella campagna acquisti dell'estate 2014, rifondando l'organico per riportare il Valencia in UEFA Champions League. Il nuovo allenatore fu il portoghese Nuno Espírito Santo, che venne messo alla guida di una squadra con 15 volti nuovi e un'età media molto contenuta (23,6 anni), la più bassa del campionato. Venne firmato un contratto con Adidas e furono ripensate le strategie di marketing del club. Sul campo il Valencia si comportò bene, arrivando addirittura a condurre la Liga e mantenendosi comunque sempre in posizioni valide per una qualificazione europea. La squadra, avvantaggiata dall'assenza dell'impegno sul fronte europeo, disputò un ottimo campionato. La difesa aveva in Nicolás Otamendi e Shkodran Mustafi i suoi cardini e in José Luis Gayà un ottimo prospetto; il portiere Diego Alves fu uno dei migliori del campionato; Daniel Parejo si segnalò come uno dei centrocampisti-rivelazione della Liga. Rinforzato dall'arrivo, a gennaio, di Enzo Pérez, il Valencia concluse la Liga quarto, imbattuto con le prime sette della classifica ad eccezione del Barcellona. Si qualificò così alla Champions League per l'annata seguente.
Il 1º luglio 2015 il presidente esecutivo Amadeo Salvo si dimise per contrasti con l'allenatore, che godeva della totale fiducia del presidente e del suo collaboratore, l'agente Jorge Mendes. Il Valencia, chiamato al salto di qualità, non mantenne le attese sul campo. Privo del leader difensivo Otamendi, ceduto al Manchester City, il sodalizio valenciano deluse ed Espírito Santo fu esonerato nel corso della stagione per far spazio a Gary Neville, ma la squadra non migliorò il suo rendimento e continua a lottare per non retrocedere. In Coppa del Re arrivò in semifinale, dove subì una goleada contro il Barcellona. Nel gennaio 2016 divenne assistente di Neville Paco Ayestarán, che il 30 marzo, dopo la quarta sconfitta in cinque partite, presee il posto dell'inglese sulla panchina valenciana, con la squadra tredicesima nella Liga. Con tre vittorie in otto giornate il Valencia agguantò il dodicesimo posto, chiudendo una tribolata stagione con la salvezza.
Ayestarán fu sorprendentemente confermato per la stagione seguente, partita con cessioni importanti (André Gomes, Mustafi e Paco Alcácer). Dovendo coprire un ampliamento di capitale di 100 milioni, Lim non investì nella campagna acquisti e la giovane rosa del Valencia faticò nella Liga 2016-2017, incassando molti gol. Dopo quattro sconfitte consecutive Ayestarán lasciò il posto, all'inizio di ottobre, all'italiano Cesare Prandelli, ma il cambio non servì ad invertire la rotta. Il 30 dicembre, dopo 8 partite (1 vittoria, 3 pareggi e 4 sconfitte), Prandelli si dimise, chiedendo la rescissione del contratto perché non sarebbe stato accontentato in sede di campagna acquisti invernale. Gli subentrò Voro, con la squadra al diciassettesimo posto, in piena zona retrocessione. I risultati con il nuovo tecnico migliorarono, fino a portare il Valencia al dodicesimo posto finale.
Nella stagione 2017-2018 il Valencia, sotto la guida di Marcelino e sospinto dai gol di Santi Mina, Rodrigo e Simone Zaza, si piazzò quarto, a soli tre punti dal Real Madrid terzo, qualificandosi così per la UEFA Champions League con due giornate di anticipo rispetto alla fine del campionato.
Nella stagione seguente il Valencia si piazzò nuovamente quarto in campionato e si aggiudicò la Coppa di Spagna battendo in finale il Barcellona per 2-1 allo Stadio Benito Villamarín di Siviglia. Impegnato nella fase a gruppi di Champions League, chiuse al terzo posto il girone con Juventus, Manchester Utd e Young Boys, con un bilancio di 2 vittorie, 2 pareggi e 2 sconfitte (entrambe contro la Juventus). Passato in Europa League, eliminò ai sedicesimi di finale il Celtic, agli ottavi il Krasnodar e ai quarti i connazionali del Villarreal, per poi subire l'eliminazione in semifinale contro l'Arsenal.
Dopo tre giornate del campionato 2019-2020, il tecnico Marcelino venne esonerato a seguito di contrasti con il presidente Lim per alcune scelte di mercato. Lo rimpiazzò Albert Celades. In Champions League il Valencia vinse il girone davanti a Chelsea, Ajax e Lilla, per poi essere eliminato agli ottavi dall'Atalanta, mentre in campionato una spirale negativa che allontanò il club dal quarto posto, unita a frizioni tra tecnico e giocatori, condusse, a sei giornate dal termine del torneo, all'esonero di Celades, rimpiazzato da Voro.

### Anni duemilaventi
La stagione 2020-2021 fu anche peggiore, col Valencia a più tratti molto vicino alla zona retrocessione e con molte critiche dai tifosi, anche se con 43 punti, a +9 sull'Huesca terz'ultimo, riuscì a salvarsi. Nel 2022 il club perse la finale di Coppa del Re contro il Betis. Nella stagione  2022-2023 il Valencia concluse il campionato in sedicesima posizione, rischiando di retrocedere fino all’ultima giornata, ma alla fine ebbe la meglio per 2 punti sul Valladolid, riuscendo a salvarsi.

## Colori e simboli

Simbolo della città di Valencia

I colori del Valencia sono sempre stati bianco e nero. All'inizio della sua storia, per la maglia fu scelto il colore bianco, mentre sia per i pantaloncini che per i calzettoni fu adottato il nero. Dal 1924 al 1960, i pantaloncini diventarono bianchi. Successivamente, fu utilizzata fino al 1994 una divisa completamente bianca, in stile Real Madrid. Nei giorni nostri, la casacca è bianca con i pantaloncini neri, mentre i calzini sono stati alternati, prima neri (fino al 1999) e poi bianchi.
Nello stemma della squadra, è raffigurato un pipistrello: la storia di questo simbolo risale al XIII secolo, quando la città di Valencia e le Isole Baleari furono conquistate da Giacomo I d'Aragona. Dopo la conquista, il re diede loro lo status di regni indipendenti, di cui rimaneva comunque il sovrano (ma esse erano indipendenti dalle leggi dei catalani e degli aragonesi). Fu scelto come simbolo uno scudo, con accanto due lettere L, sopra le quali fu posta una corona. Il motivo di questa scelta fu perché la città ebbe una doppia lealtà nei confronti del re, perciò fu scelta questa rappresentazione. L'apposizione del pipistrello è spiegata con varie teorie: secondo un'ipotesi, l'origine sarebbe legata all'ampia diffusione di questo mammifero nella regione valenciana. La seconda risale al 2 ottobre 1238, quando Giacomo I entrò in città, riconquistandola dai Mori: un pipistrello atterrò sopra una sua bandiera e lui lo interpretò come un buon segnale. Dopo la conquista della città, il pipistrello fu aggiunto al simbolo.
Il soprannome Els Che, invece, deriva dal frequente uso dell'intercalare che da parte dei valenciani, assai comune anche in alcuni paesi sudamericani, per richiamare l'attenzione dell'interlocutore, esprimere rabbia o enfatizzare un concetto. In valenciano si scrive xe.

### Evoluzione della divisa
| 1919 | 1924 | 1960 | 1994 | 1995 | 1999 |

| 2007 | 2009 | 2012 | 2013 | 2014 |

## Strutture

### Stadio
Il Valencia gioca le partite casalinghe nell'Estadio Mestalla, che può contenere 55.000 spettatori. L'impianto è stato inaugurato nel 1923 ed è stato ristrutturato nel 1973. Nell'estate del 2009 era in programma il trasferimento della squadra in un nuovo impianto di proprietà, il Nou Mestalla, situato a nord-ovest di Valencia, tuttavia a causa di problemi di natura finanziaria, la struttura verrà inaugurata ben diciotto anni più tardi.

## Società

### Sponsor
| Anno                  | Sponsor             |
| --------------------- | ------------------- |
| 1984–1989             | Bancaja             |
| 1989–1994             | Mediterrània        |
| 1994–1995             | Cip                 |
| 1995–1998             | Ford                |
| 1998–2001 & 2002-2003 | Terra Mítica        |
| 2001-2002             | Metrored            |
| 2003–2008             | Toyota              |
| 2008–2009             | Valencia Experience |
| 2009–2011             | Unibet.com          |
| 2011–2014             | Jinko Solar         |
| 2014-2016             | beIN Sports         |
| 2017-2019             | BLU Products        |
| 2019-2021             | bwin                |
| 2021-                 | Socios.com          |

| Anno      | Fornitore |
| --------- | --------- |
| 1980–1982 | Adidas    |
| 1982–1989 | Ressy     |
| 1989–1993 | Puma      |
| 1993–2000 | Luanvi    |
| 2000–2009 | Nike      |
| 2009-2011 | Kappa     |
| 2011-2014 | Joma      |
| 2014-2019 | Adidas    |
| 2019-2025 | Puma      |

## Allenatori e presidenti
- 1923-1927:  Antonín Fivebr
- 1927-1929:  James Herriot
- 1929-1931:  Antonín Fivebr
- 1931-1933:  Rodolfo Galloway
- 1933-1934:  Jack Greenwell
- 1934-1935:  Antonín Fivebr
- 1935-1936:  Andrés Balsa
- 1939-1942:  Ramón Encinas Dios
- 1942-1943:  Leopoldo Costa
- 1943-1946:  Eduardo Cubells
- 1946-1948:  Luis Casas Pasarín
- 1948-1954:  Jacinto Quincoces
- 1954-1956:  Carlos Iturraspe
- 1956-1958:  Luis Miró
- 1958-1959:  Jacinto Quincoces
- 1959-1960:  Otto Bumbel
- 1960-1962:  Domingo Balmanya
- 1962-1963:  Alejandro Scopelli
- 1963-1964:  Pasieguito
- 1964-1965:  Edmundo Suárez
- 1965-1966:  Sabino Barinaga
- 1966-1968:  Edmundo Suárez
- 1968-1969:  Joseíto
- 1969-1970:  Enrique Buqué e Salvador Artigas
- 1970-1974:  Alfredo Di Stéfano
- 1974-1975:  Milovan Ćirić
- 1975:  Dragoljub Milošević
- 1975-1976:  Manolo Mestre
- 1976-1977:  Heriberto Herrera
- 1977:  Manolo Mestre
- 1977-1979:  Marcel Domingo
- 1979:  Pasieguito
- 1979-1980:  Alfredo Di Stéfano
- 1980-1982:  Pasieguito
- 1982:  Manolo Mestre
- 1982-1983:  Miljan Miljanić
- 1983:  Koldo Aguirre
- 1983-1984:  Francisco García Gómez
- 1984-1985:  Roberto Gil
- 1985-1986:  Óscar Rubén Valdez
- 1986-1988:  Alfredo Di Stéfano
- 1988:  Roberto Gil
- 1988-1991:  Víctor Espárrago
- 1991-1993:  Guus Hiddink
- 1993:  Francisco Real
- 1993-1994:  Héctor Núñez
- 1994:  José Manuel Rielo
- 1994:  Guus Hiddink
- 1994-1995:  Carlos Alberto Parreira
- 1995:  José Manuel Rielo
- 1995-1996:  Luis Aragonés
- 1996:  José Manuel Rielo
- 1996-1997:  Jorge Valdano
- 1997-1999:  Claudio Ranieri
- 1999-2001:  Héctor Cúper
- 2001-2004:  Rafael Benítez
- 2004-2005:  Claudio Ranieri
- 2005:  Antonio López Habas
- 2005-2007:  Quique Sánchez Flores
- 2007:  Óscar Fernández
- 2007-2008:  Ronald Koeman
- 2008:  Salvador González Marco
- 2008-2012:  Unai Emery
- 2012:  Mauricio Pellegrino
- 2012-2013:  Ernesto Valverde
- 2013:  Miroslav Đukić
- 2013-2014:  Juan Antonio Pizzi
- 2014-2015:  Nuno Espírito Santo
- 2015-2016:  Gary Neville
- 2016:  Pako Ayestarán
- 2016:  Cesare Prandelli
- 2017:  Voro
- 2017-2019:  Marcelino García Toral
- 2019-2020:  Albert Celades
- 2020:  Voro
- 2020-2021:  Javi Gracia
- 2021:  Voro
- 2021-2022:  José Bordalás
- 2022-2023 :  Gennaro Gattuso
- 2023:  Voro
- 2023-2024:  Rubén Baraja
- 2024-:  Carlos Corberán

- 1919-1922:  Octavio Augusto Milego Díaz
- 1922:  Alfredo Aigües Ponce
- 1922:  Francisco Vidal Muñoz
- 1922-1924:  Ramón Leonarte Ribera
- 1924:  Francisco Romeu Zarandieta
- 1924-1925:  Pablo Verdeguer Comes
- 1925-1929:  Facundo Pascual Quilis
- 1929-1932:  Juan Giménez Cánovas
- 1932-1933:  Manuel García del Moral
- 1933-1935:  Adolfo Royo Soriano
- 1935-1936:  Francisco Almenar Quinzá
- 1936:  Luis Casanova Giner
- 1939-1940:  Alfredo Giménez Buesa
- 1940-1959:  Luis Casanova Giner
- 1959-1961:  Vicente Iborra Gil
- 1961-1973:  Julio de Miguel e Martínez de Bujanda
- 1973-1975:  Francisco Ros Casares
- 1975:  Alfredo Corral Cervera
- 1976-1983:  José Ramos Costa
- 1983:  José Barrachina
- 1983-1986:  Vicente Tormo Alfonso
- 1986:  Pedro Cortés García
- 1986-1990:  Arturo Tuzón Gil
- 1990:  José Domingo
- 1990-1993:  Arturo Tuzón Gil
- 1993-1994:  Melchor Hoyos Pérez
- 1994-1997:  Francisco Roig Alfonso
- 1997-2001:  Pedro Cortés García
- 2001-2004:  Jaime Ortí Ruiz
- 2004-2008:  Juan Bautista Soler
- 2008:  Agustín Morera
- 2008-2009:  Vicente Soriano
- 2009-2013:  Manuel Llorente Martín[14]
- 2013:  Vicente Andreu Fajardo
- 2013-2015:  Amadeo Salvo
- 2015-2025:  Chan Layhoon
- 2025- :  Kiat Lim

## Calciatori

### Vincitori di titoli
Campioni del mondo
Di seguito l'elenco dei giocatori che hanno vinto il campionato mondiale di calcio durante il periodo di militanza nel Valencia:
- Mario Kempes (Argentina 1978)
- Carlos Marchena (Sudafrica 2010)
- Juan Manuel Mata (Sudafrica 2010)
- David Silva (Sudafrica 2010)

Campioni d'Europa
- Vicente Guillot (Spagna 1964)
- Rainer Bonhof (Italia 1980)
- Raúl Albiol (Austria-Svizzera 2008)
- Carlos Marchena (Austria-Svizzera 2008)
- David Villa (Austria-Svizzera 2008)
- Jordi Alba (Polonia-Ucraina 2012)

## Palmarès

### Competizioni nazionali

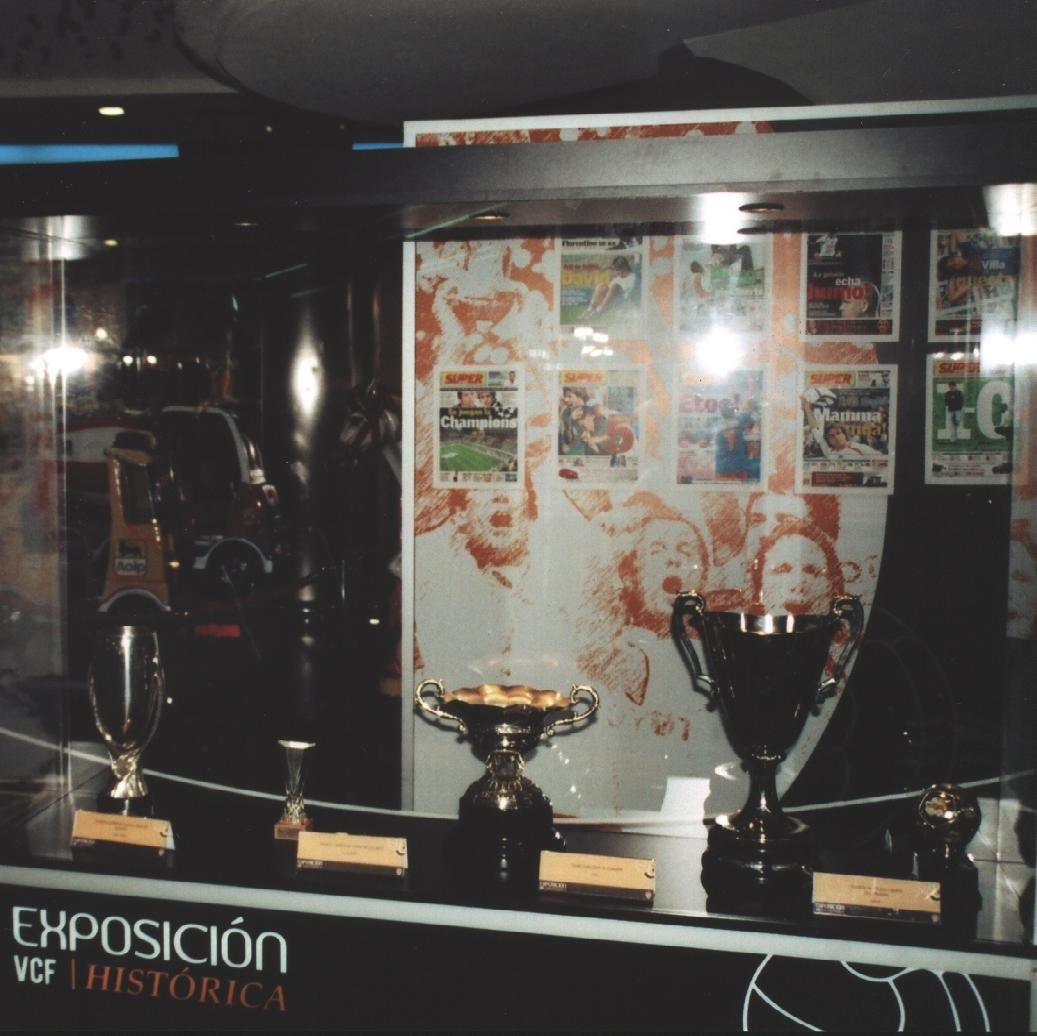
Trofei del Valencia

- Campionato spagnolo: 6

1941-1942, 1943-1944, 1946-1947, 1970-1971, 2001-2002, 2003-2004
- Coppa di Spagna: 8

1941, 1948-1949, 1954, 1966-1967, 1978-1979, 1998-1999, 2007-2008, 2018-2019
- Supercoppa di Spagna: 1

1999
- Coppa Eva Duarte: 1

1949
- Segunda División: 2

1930-1931, 1986-1987

### Competizioni regionali
- Campionato del Levante: 3

1923, 1925, 1927
- Campionato di calcio di Valencia: 8:

1926, 1927, 1931, 1932, 1933, 1934, 1938, 1939

### Competizioni internazionali
- Coppa UEFA: 1

2003-2004
- Coppa delle Coppe: 1

1979-1980
- Coppa delle Fiere: 2

1961-1962, 1962-1963
- Supercoppa UEFA: 2

1980, 2004
- Coppa Intertoto UEFA: 1

1998

### Non ufficiale
- Pequeña Copa del Mundo: 1

1966

### Competizioni giovanili
- División de Honor Juvenil de Fútbol: 1

2006-2007
- Torneo Internazionale Calcio Giovanile Città di Abano Terme: 1

2018
- Milk Cup: 1

2019 (Under-16)

## Statistiche e record

### Partecipazione ai campionati e ai tornei internazionali

#### Campionati nazionali
Dalla stagione 1928-1929 alla 2025-2026 il club ha ottenuto le seguenti partecipazioni ai campionati nazionali:
| Livello | Categoria        | Partecipazioni | Debutto   | Ultima stagione | Totale |
| ------- | ---------------- | -------------- | --------- | --------------- | ------ |
| 1º      | Primera División | 91             | 1931-1932 | 2025-2026       | 91     |
| 2º      | Segunda División | 4              | 1928-1929 | 1986-1987       | 4      |

#### Tornei internazionali
Alla stagione 2021-2022 il club ha ottenuto le seguenti partecipazioni ai tornei internazionali:
| Categoria                                | Partecipazioni | Debutto   | Ultima stagione |
| ---------------------------------------- | -------------- | --------- | --------------- |
| Coppa dei Campioni/UEFA Champions League | 13             | 1971-1972 | 2019-2020       |
| Coppa delle Coppe                        | 3              | 1967-1968 | 1980-1981       |
| Supercoppa UEFA                          | 2              | 1980      | 2004            |
| Coppa UEFA/UEFA Europa League            | 19             | 1972-1973 | 2018-2019       |

### Statistiche individuali
Il giocatore con più presenze nelle competizioni europee è David Albelda a quota 101, mentre il miglior marcatore è David Villa con 17 gol.
Nella storia del club 4 calciatori sono stati capocannonieri del campionato spagnolo durante la loro militanza (Edmundo Suárez nelle stagioni 1941-1942 e 1943-1944), Ricardo De la Virgen nella stagione 1957-1958, Waldo Machado nella stagione 1966-1967 e Mario Kempes nelle stagioni 1976-1977 e 1977-1978); i giocatori ad aggiudicarsi il Trofeo Zamora durante la loro militanza nel club sono invece in totale 6 (Ignacio Eizaguirre nelle stagioni 1943-1944 e 1944-1945, Gregorio Vergel nella stagione 1957-1958), Ángel Abelardo nella stagione 1970-1971, José Luis Manzanedo nella stagione 1978-1979, José Manuel Ochotorena nella stagione 1988-1989 e Santiago Cañizares nelle stagioni 2000-2001, 2001-2002 e 2003-2004).
Di seguito alcuni record individuali relativi ai calciatori del : 
| Record di presenze - 553 Fernando Gómez (1983-1998) - 521 Ricardo Arias (1976-1992) - 485 David Albelda (1997-2013) - 434 Miguel Angulo (1997-2009) - 424 Manuel Mestre (1955-1969) - 416 Santiago Cañizares (1998-2008) - 401 Enrique Saura (1975-1985) - 383 Daniel Parejo (2011-2020) - 375 José Claramunt (1966-1978) - 372 Carlos Arroyo (1984-1996) | Record di reti - 243 Edmundo Suárez (1939-1950) - 160 Waldo Machado (1961-1970) - 149 Mario Kempes (1976-1984) - 142 Fernando Gómez (1983-1998) - 129 David Villa (2005-2010) - 119 Silvestre Igoa (1941-1950) - 112 Manuel Badenes (1950-1956) - 105 Epi (1940-1949) - 99 Vicente Seguí (1946-1959) - 98 Guillermo Gorostiza (1940-1946) |

### Statistiche di squadra
A livello internazionale la miglior vittoria è il 7-0 ottenuto contro il Genk nella fase a gruppi della UEFA Champions League 2011-2012, mentre la peggior sconfitta è rappresentata da un altro 7-0, subito dal Karlsruhe nei sedicesimi della Coppa UEFA 1993-1994.

## Organico

### Rosa 2025-2026
Rosa e numerazione aggiornate al 14 agosto 2025
| N. |                               | Ruolo | Calciatore           |
| -- | ----------------------------- | ----- | -------------------- |
| 1  | Macedonia del Nord (bandiera) | P     | Stole Dimitrievski   |
| 3  | Spagna (bandiera)             | D     | José Copete          |
| 4  | Guinea (bandiera)             | D     | Mouctar Diakhaby     |
| 5  | Spagna (bandiera)             | D     | César Tárrega        |
| 6  | Spagna (bandiera)             | D     | Hugo Guillamón       |
| 7  | Spagna (bandiera)             | A     | Sergi Canós          |
| 8  | Spagna (bandiera)             | C     | Javi Guerra          |
| 9  | Spagna (bandiera)             | A     | Hugo Duro            |
| 10 | Portogallo (bandiera)         | C     | André Almeida        |
| 11 | Spagna (bandiera)             | A     | Luis Rioja           |
| 12 | Portogallo (bandiera)         | D     | Thierry Correia      |
| 13 | Spagna (bandiera)             | P     | Cristian Rivero      |
| 14 | Spagna (bandiera)             | D     | José Gayà (capitano) |

| N. |                        | Ruolo | Calciatore          |
| -- | ---------------------- | ----- | ------------------- |
| 16 | Spagna (bandiera)      | A     | Diego López         |
| 17 | Spagna (bandiera)      | A     | Alberto Marí        |
| 18 | Spagna (bandiera)      | C     | Pepelu              |
| 19 | Spagna (bandiera)      | A     | Dani Raba           |
| 20 | Francia (bandiera)     | D     | Dimitri Foulquier   |
| 21 | Spagna (bandiera)      | D     | Jesús Vázquez       |
| 22 | Francia (bandiera)     | A     | Baptiste Santamaria |
| 23 | Svizzera (bandiera)    | C     | Filip Ugrinić       |
| 24 | Svizzera (bandiera)    | D     | Eray Cömert         |
| 25 | Spagna (bandiera)      | P     | Julen Agirrezabala  |
| 30 | Paesi Bassi (bandiera) | A     | Arnaut Danjuma      |
|    | Spagna (bandiera)      | C     | Fran Pérez          |

### Staff tecnico
- Carlos Corberán - Allenatore
- Jorge Alarcón - Vice allenatore
- Josep Alcácer - Vice allenatore
- José Manuel Ochotorena - Allenatore dei portieri
- Juan Monar - Preparatore atletico
- Sergi Benet - Preparatore atletico
- Jordi Sorlí - Preparatore recupero infortunati
- Fran Lapiedra - Match Analyst
- Carlos Pérez - Match Analyst